# Олександрівська волость (Єлисаветградський повіт)
Олександрівська волость — історична адміністративно-територіальна одиниця Єлизаветградського повіту Херсонської губернії із центром у селі Олександрівка.
Станом на 1886 рік складалася з 15 поселень, 16 сільських громад. Населення — 3627 осіб (1900 чоловічої статі та 1727 — жіночої), 361 дворове господарство.
|                     | Площа, десятин | У тому числі орної, дес. |
| ------------------- | -------------- | ------------------------ |
| Сільських громад    | 2927           | 1493                     |
| Приватної власності | 25471          | 8512                     |
| Казенної власності  | —              | —                        |
| Іншої власності     | —              | —                        |
| Загалом             | 28428          | 10005                    |

Основні поселення волості:
- Олександрівка — колишнє власницьке село при річці Єланець за 75 верст від повітового міста, 329 осіб, 60 дворових господарств, школа, камера мирового судді. За 8 верст — лавка. За 12 верст — православна церква.
- Маріуполь (Юрашева) — колишнє власницьке містечко при річці Єланець, 125 осіб, 24 дворових господарств, земська станція.

За даними 1896 року у волості налічувалось 65 поселень, 905 дворових господарств, населення становило 4961 особа.